# Druckkopf

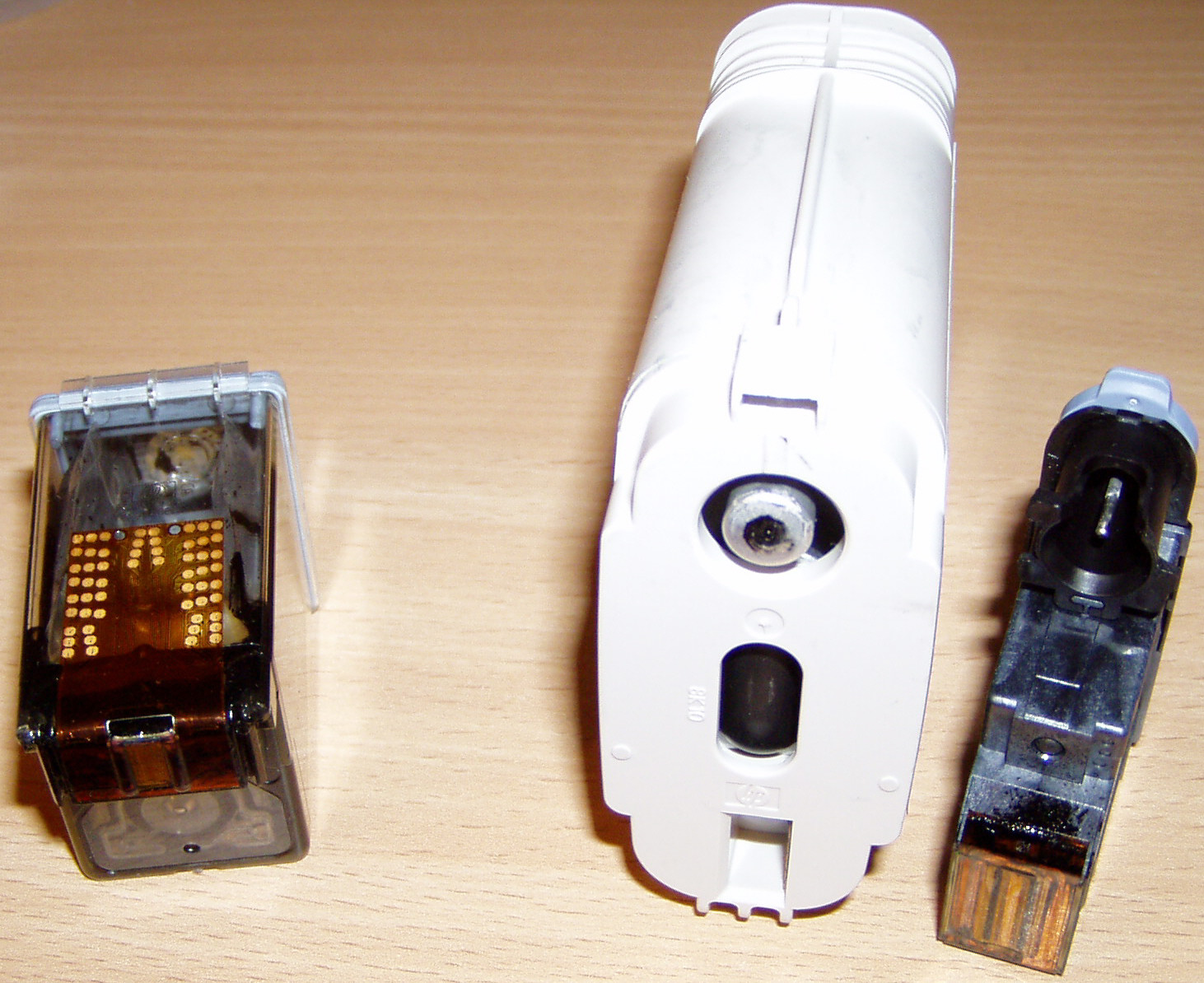
Verschiedene Druckköpfe:
links in die Patrone integriert (HP Deskjet 600), Mitte und rechts: Patrone und Druckkopf eines HP Business Inkjet 1100D

Der Druckkopf ist ein bewegliches Teil bestimmter Druckertypen: Nadeldrucker, Typenraddrucker, Tintenstrahldrucker, Thermotransferdrucker, 3D-Drucker. Angetrieben z. B. von einem Zahnriemen oder einem Trapezgewinde im Sinne eines Schneckengetriebes fährt er zeilenweise hin und her und bringt dabei das Druckbild, in Rasterpunkten bzw. Vollflächen, auf das Papier.

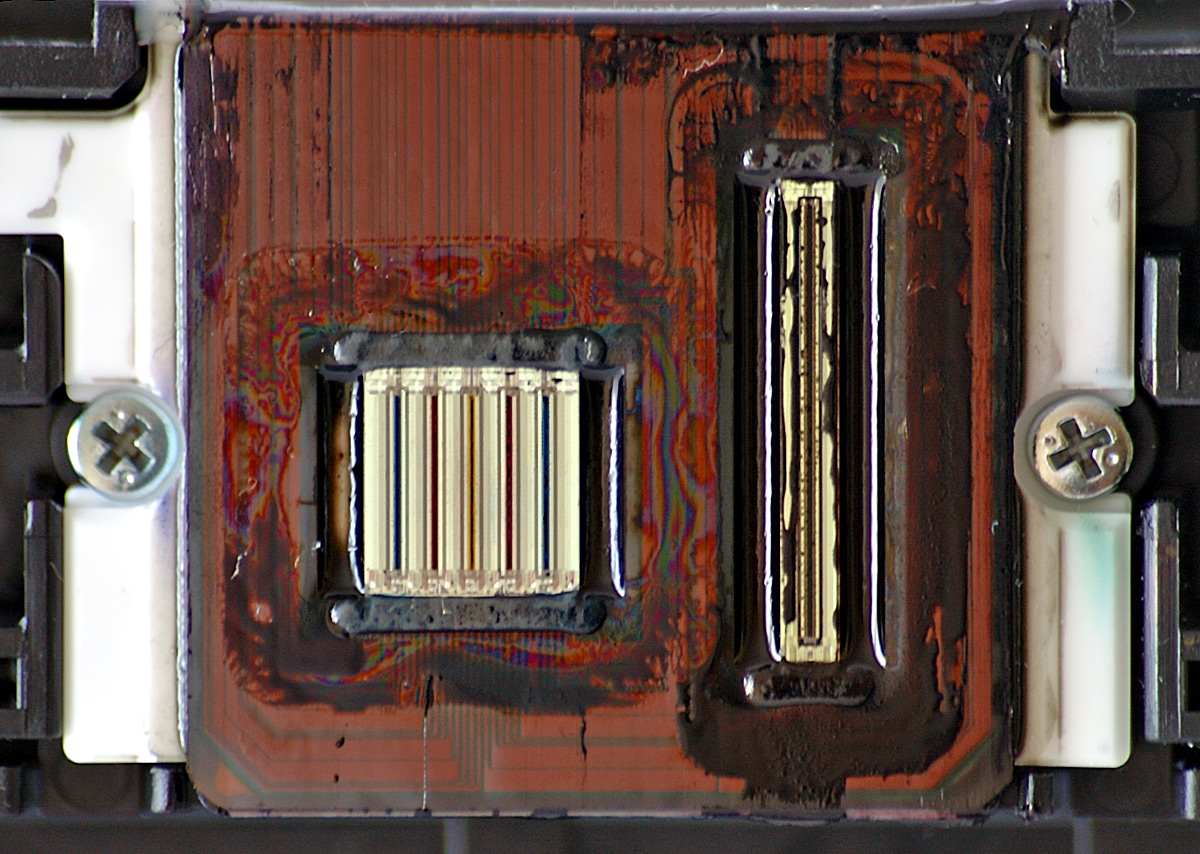
Druckkopf eines Canon S520-Tintenstrahldruckers

Bei Tintenstrahldruckern werden in den Druckkopf häufig auch die Druckerpatronen eingesetzt. Bei manchen Geräten befinden sich die Patronen an einer festen Stelle, die Tinte muss dann über bewegliche Leitungen zum Druckkopf geführt werden. Der Nachteil dieses Systems ist, dass es komplizierter und damit störanfälliger ist, der Vorteil ist ein leichterer und damit schnellerer Druckkopf. Je nach Hersteller (z. B. Canon, Epson, Lexmark, HP) kann man den Druckkopf bzw. die Tintenpatronen selbst austauschen oder muss diese Arbeit Fachleuten überlassen.
Während bei bidirektionalen Druckern der Druckkopf sowohl bei der Hin- als auch bei der Zurückbewegung druckt, drucken unidirektionale Drucker nur in einer Bewegungsrichtung. Bidirektionale Drucker haben eine höhere Druckleistung, durch mechanische Toleranzen kann allerdings die Präzision des Drucks abnehmen.

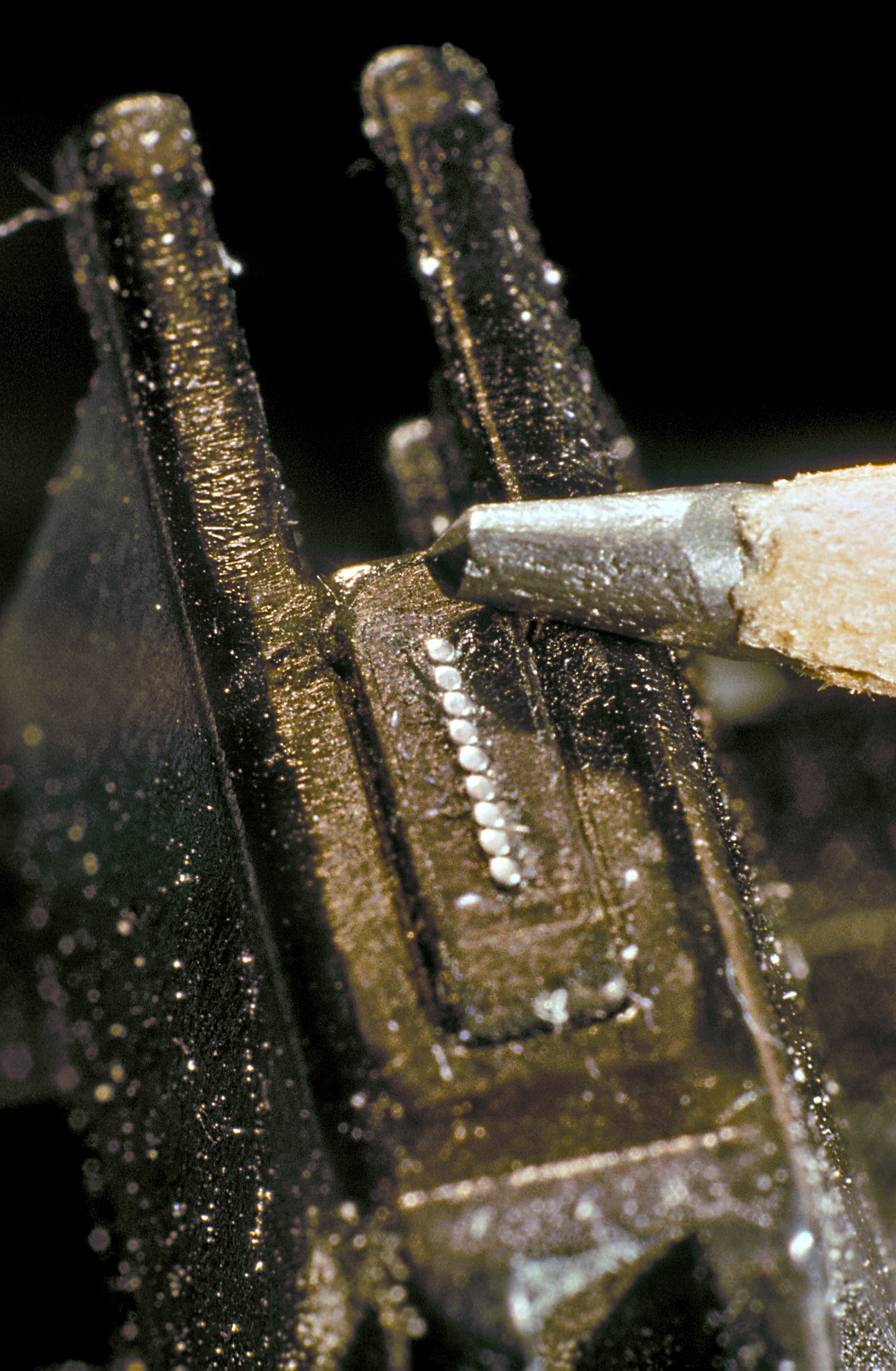
Druckkopf eines 9-Nadeldruckers (Star NL 10)